# Wasserwerk Lörick

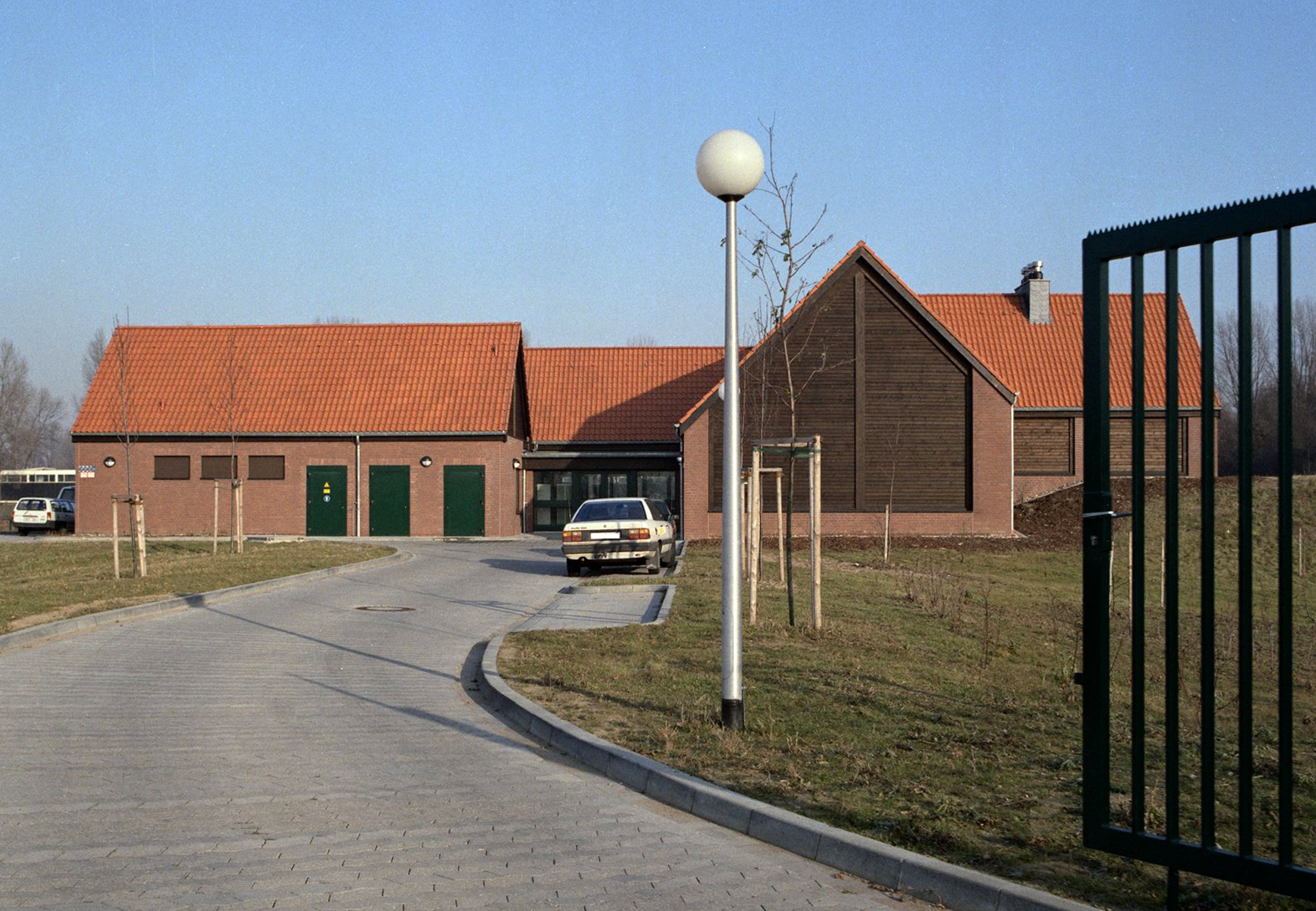
Eingang zum Wasserwerk Lörick

Das Wasserwerk Lörick ist ein Reservewasserwerk auf Düsseldorfer Gebiet. Es befindet sich im Düsseldorfer Norden. Betrieben wird es durch die Stadtwerke Düsseldorf. In Lörick werden rund 364.000 m³ Wasser im Jahr abgegeben (Stand 1999).
Das Wasserwerk Lörick hat die Aufgabe, bei Störfällen die Versorgung des linksrheinischen Versorgungsgebietes im nördlichen Bereich von Düsseldorf sicherzustellen. 

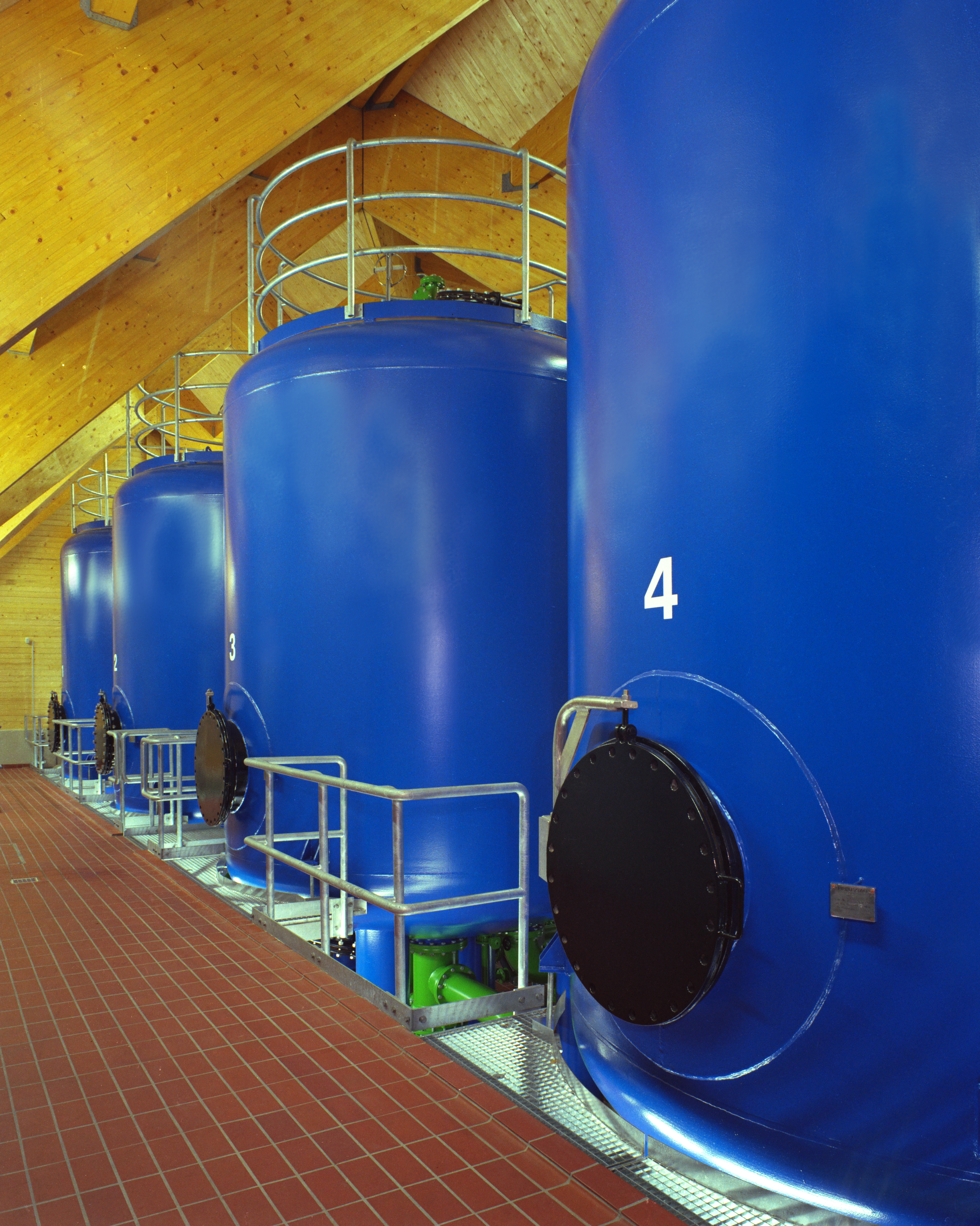
Filteranlage Wasserwerk Lörick

## Geschichte
1911/12 durchgeführte hydrologische Untersuchungen zeigten in Lörick ausgezeichnete Wasserverhältnisse auf. Hier begannen im Juni 1914 die Arbeiten an einer neuen Pumpstation. Die durch den Ersten Weltkrieg bedingten Schwierigkeiten hinderten jedoch die Stadt Düsseldorf, den Ausbau des Werkes in dem vorgesehenen Rahmen durchzuführen. Es gelang zunächst lediglich, eine vorläufige Anlage im Sommer 1916 in Betrieb zu nehmen.
Von 1923 bis 1926 wurde das Wasserwerk Lörick dann gebaut. Die Brunnen liegen 400 m entfernt von Rheinufer in einer mächtigen Grundwasserschicht. So wird die Wasserqualität nicht vom Rheinwasser und -höhe beeinflusst.
Im Zweiten Weltkrieg wurden die Anlagen der Wasserwerke Flehe und Am Staad stark betroffen. Am wenigsten hatte das linksrheinische Werk in Lörick gelitten. Maschinen- und Pumpenanlagen waren intakt und konnten Oberkassel, Heerdt, Lörick und Büderich versorgen. Durch die Besetzung des linken Rheinufers und die Brückensprengung inkl. Wassertransportrohr fiel die Versorgung der rechtsrheinisch gelegenen Stadtteile aber aus.
Wegen des Wassermixes in den Brunnen verlangten die Stadtwerke Düsseldorf und Stadt Düsseldorf Anstrengungen nicht nur für sauberes Rheinwasser, sondern auch für sauberes Grundwasser. Wie wichtig dies war, zeigte sich in den 80er Jahren im Wasserwerk Lörick. Wegen der Verschmutzung des Grundwassers durch Chlorkohlenwasserstoffe (CKW), die in einem Betrieb jahrelang unbemerkt in den Untergrund und das Grundwasser gelangt waren, wurde das Wasserwerk 1981 geschlossen. Nachdem es mit einer Aufbereitungsanlage nach dem „Düsseldorfer Verfahren“ nachgerüstet worden war, parallel die Schadstoffquelle aufgespürt und das Grundwasser großräumig saniert worden war, konnte das Wasserwerk Lörick 1991 Jahre wieder in Betrieb gehen.
Heute dient das Wasserwerk Lörick nur noch als Reservewasserwerk und fördert im Jahr an ca. vier Wochen Jahr ca. 364.000 m³ Wasser (Stand 1999).
Es gibt ein Pumpwerk mit zwei Rohwasserpumpen. Das Pumpwerk in Lörick besteht aus 8 einzelnen Vertikalbrunnen die über einen Heberleitung miteinander verbunden sind.

## Aufbereitung
Gefördert wird echtes Grundwasser. Die erste Stufe der Aufbereitung stellt die Belüftung durch einen Riesler da. Die zweite Stufe die Aktivkohlefiltration in geschlossener Bauweise, Körnung: 0,8 – 2,4 mm, Fläche: 10 m², Höhe: 1,5 m, Durchsatz: 100 m³/h. (Früher als dritte Stufe die Desinfektion mit Chlordioxid: 0,1 g/m³.) (Stand 2016).

## Versorgungsgebiet
Das Versorgungsgebiet der Düsseldorfer Wasserwerke mit Trinkwasser umfasst 600.000 Menschen, Gewerbe und Industrie in Düsseldorf, Erkrath und Mettmann. Insgesamt werden in einem Jahr rund 50 Mio. Kubikmeter (m³) Trinkwasser verteilt, täglich sind das durchschnittlich 140.000 Kubikmeter – 140 Millionen Liter. Die Tagesabgabe schwankt zwischen 120.000 Kubikmetern im Winter und bis zu 250.000 Kubikmetern an einem heißen Sommertag.